# Grotta Gigante
Grotta Gigante (słoweń. Briška jama, chorw. Velika jama) – jaskinia położona w Sgonico w prowincji Triest w regionie Friuli-Wenecja Julijska niedaleko Borgo Grotta Gigante. Jaskinia znajduje się we włoskiej części płaskowyżu Kras, kilka kilometrów od przejścia granicznego ze Słowenią w Monrupino. W 1995 została wpisana do księgi rekordów Guinnessa jako największa jaskinia turystyczna na świecie.

## Opis
Jaskinia składa się z dużej komory o rozmiarach 167,6 m długości, 98,5 m wysokości oraz 76,3 m szerokości o objętości 365 000 m³. W 1995 roku została wpisana do księgi rekordów Guinnessa jako największa jaskinia turystyczna na świecie, rekord ten ostatecznie został pobity w 2010 przez jaskinie La Verna we Francji (objętość 3,6 mln m³, 245 m szerokości i 195 m długości).

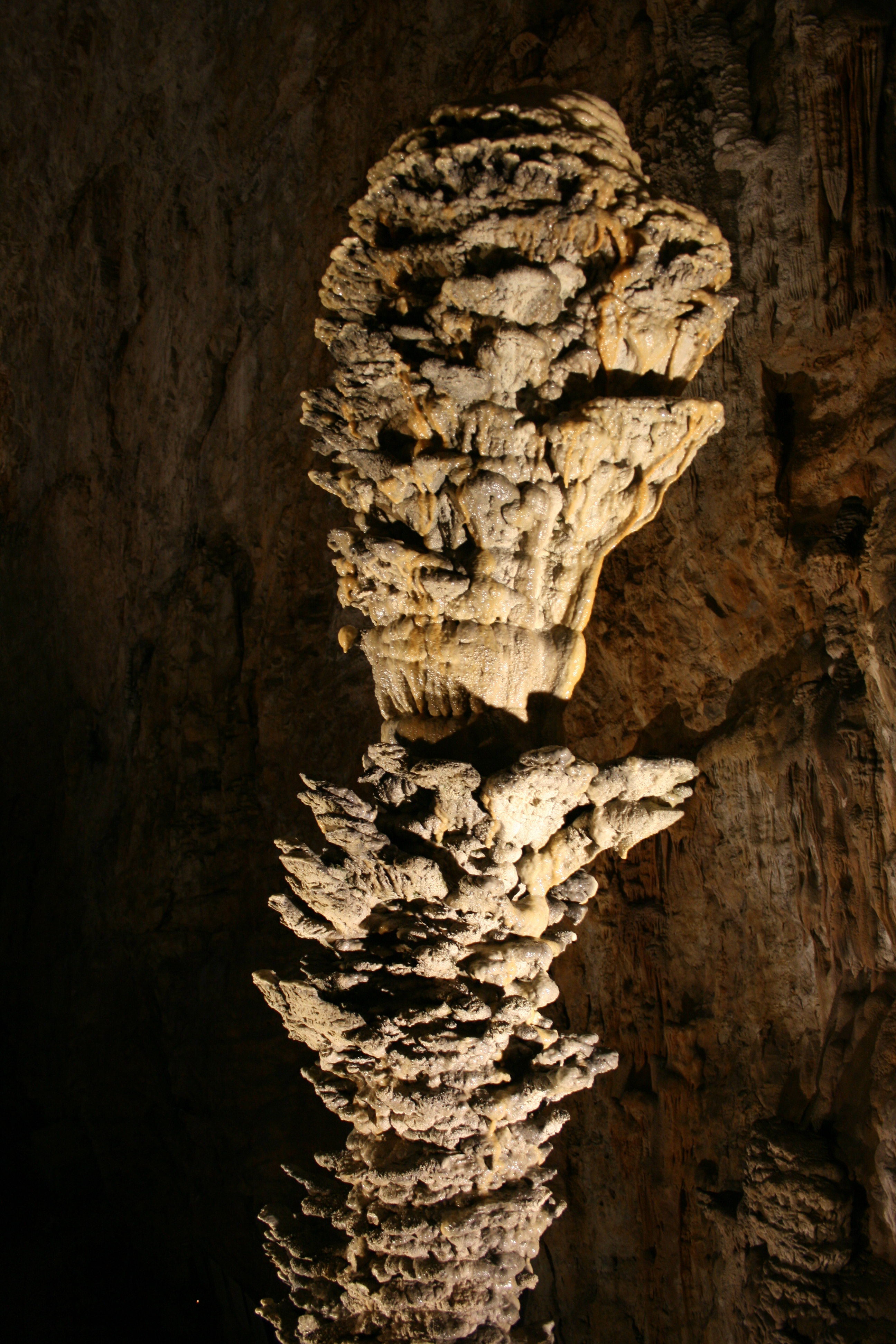
Stalagmit w Grotta Gigante

Spąg oraz strop jaskini pokryte są stalaktytami i stalagmitami o różnych wielkościach, ze stalagmitów warto wymienić najbardziej imponujący Colonna Ruggero, który ma 12 m wysokości i 4 m średnicy u podstawy. W jaskini przez cały rok panuje temperatura około 11 °C.

## Historia
Grotta Gigante została częściowo zbadana w 1840 przez Antonia Federica Lindnera, który poszukiwał podziemnych źródeł wody rzeki Timavo. Niemniej z uwagi na ogrom jaskini przeszukanie jej w całości przy dostępnych wtedy technikach stało się niemożliwe. Pierwsza, prawdziwa eksploracja była prowadzona w 1890 przez grupę speleologów z Trieste Tourist Club, wtedy to odkryto dwa inne wejścia do jaskini, z których dzisiaj korzystają turyści.
Jaskinia została otwarta dla publiczności w 1908; wcześniej w 1904 wejście do jaskini zostało powiększone, a jej wnętrze zostało przygotowane na przyjęcie turystów. Grotta Gigante od 1922 jest własnością Società Alpina delle Giulie. W 1957 zamontowano pierwsze oświetlenie zasilane energią elektryczną. Przez pierwsze 10 lat od udostępnienia jaskinię odwiedziło 23 248 osób, obecnie liczba odwiedzających wynosi od 70 000 do 80 000 rocznie z kilkoma okresami po ponad 100 000 odwiedzających.

## Powstanie
Jaskinia powstawała przez kilka milionów lat w wyniku wielu procesów krasowych. Wody deszczowe przenikające do jaskini rozpuszczały węglan wapnia, rozpoczynając tym samym proces tworzenia całej gamy nacieków jaskiniowych. Szacuje się, że przyrost osadów wynosił około 1 mm na 15-20 lat.